# Mollinedia
Mollinedia är ett släkte av tvåhjärtbladiga växter. Mollinedia ingår i familjen Monimiaceae.

## Dottertaxa tillMollinedia, i alfabetisk ordning[1]
- Mollinedia angustata
- Mollinedia argyrogyna
- Mollinedia blumenaviana
- Mollinedia boliviensis
- Mollinedia boracensis
- Mollinedia butleriana
- Mollinedia calodonta
- Mollinedia campanulacea
- Mollinedia chrysolaena
- Mollinedia clavigera
- Mollinedia corcovadensis
- Mollinedia costaricensis
- Mollinedia elegans
- Mollinedia elliptica
- Mollinedia engleriana
- Mollinedia eugeniifolia
- Mollinedia floribunda
- Mollinedia fruticulosa
- Mollinedia gilgiana
- Mollinedia glabra
- Mollinedia glaziovii
- Mollinedia grazielae
- Mollinedia hatschbachii
- Mollinedia heteranthera
- Mollinedia howeana
- Mollinedia humboldtiana
- Mollinedia jorgeorum
- Mollinedia killipii
- Mollinedia lamprophylla
- Mollinedia lanceolata
- Mollinedia longicuspidata
- Mollinedia longifolia
- Mollinedia lowtheriana
- Mollinedia luizae
- Mollinedia marliae
- Mollinedia marqueteana
- Mollinedia maxima
- Mollinedia micrantha
- Mollinedia myriantha
- Mollinedia oaxacana
- Mollinedia oligantha
- Mollinedia ovata
- Mollinedia pachysandra
- Mollinedia pfitzeriana
- Mollinedia repanda
- Mollinedia salicifolia
- Mollinedia schottiana
- Mollinedia simulans
- Mollinedia steinbachiana
- Mollinedia stenophylla
- Mollinedia tomentosa
- Mollinedia torresiorum
- Mollinedia triflora
- Mollinedia uleana
- Mollinedia widgrenii
- Mollinedia viridiflora